# Trevor French
Trevor French – angielski bokser, zdobywca srebrnego medalu w kategorii półśredniej na 103. Mistrzostwach Wielkiej Brytanii 1991 w Londynie.
W maju 1991 uczestniczył w 103. Mistrzostwach Wielkiej Brytanii, które odbyły się w Londynie. Po awansie do finału, rywalem Frencha w finale był reprezentant Walii Joe Calzaghe. French poniósł punktową porażkę, zostając wicemistrzem Wielkiej Brytanii w kategorii półśredniej.
Nigdy nie zadebiutował jako bokser zawodowy, nie reprezentował też swojego kraju na mistrzostwach rangi międzynarodowej.